# Selección de voleibol de Turquía
La Selección de voleibol de Turquía  es el equipo masculino de voleibol representativo de Turquía en las competiciones internacionales organizadas por la Confederación Europea de Voleibol (CEV), la Federación Internacional de Voleibol (FIVB) o el Comité Olímpico Internacional (COI). La organización de la selección está a cargo de la Türkiye Voleybol Federasyonu. 

## Historia
La selección turca ha sido una selección de buen nivel entre la mitad de los años 50 y la mitad de los 60, logrando disputar el  Mundial de Francia 1956 y los  campeonatos Europeos de 1958 y 1963. Se calificó por segunda vez en un mundial en la edición disputada en Japón en 1998 donde terminó en última posición el Grupo F que contaba con las selecciones de Yugoslavia (eventual subcampeona), Rusia y Australia.
A partir de la segunda mitad de la primera década del siglo XXI consigue disputar con regularidad el campeonato europeo, organizando el de 2009 en el cual no consiguió pasar de la fase a grupos. En la edición siguiente por primera vez en su historia se clasifica a la segunda fase, siendo todavía derrotada por 3-1 por la selección de Francia.
La selección turca ha disputado todas la ediciones de la  Liga Europea, consiguiendo el subcampeonato en 2012 tras ser derrotada por los Países Bajos por 3-2 en la final disputada en Ankara. En verano 2014 participa por primera vez en su historia en la Liga Mundial

## Historial
| Juegos Olímpicos      |
| --------------------- |
| - Sin participaciones |

| \| - 1949: No clasificada - 1952: No clasificada - 1956: 22º - 1960: No clasificada - 1962: No clasificada \| - 1966: No clasificada - 1970: No clasificada - 1974: No clasificada - 1978: No clasificada - 1982: No clasificada \| - 1986: No clasificada - 1990: No clasificada - 1994: No clasificada - 1998: 19º - 2002: No clasificada \| - 2006: No clasificada - 2010: No clasificada - 2014: No clasificada - 2018: \| | | |                                                                              |
| - 1949: No clasificada - 1952: No clasificada - 1956: 22º - 1960: No clasificada - 1962: No clasificada | - 1966: No clasificada - 1970: No clasificada - 1974: No clasificada - 1978: No clasificada - 1982: No clasificada | - 1986: No clasificada - 1990: No clasificada - 1994: No clasificada - 1998: 19º - 2002: No clasificada | - 2006: No clasificada - 2010: No clasificada - 2014: No clasificada - 2018: |

| \| - 1990: No clasificada - 1991: No clasificada - 1992: No clasificada - 1993: No clasificada - 1994: No clasificada - 1995: No clasificada - 1996: No clasificada \| - 1997: No clasificada - 1998: No clasificada - 1999: No clasificada - 2000: No clasificada - 2001: No clasificada - 2002: No clasificada - 2003: No clasificada \| - 2004: No clasificada - 2005: No clasificada - 2006: No clasificada - 2007: No clasificada - 2008: No clasificada - 2009: No clasificada - 2010: No clasificada \| - 2011: No clasificada - 2012: No clasificada - 2013: No clasificada - 2014: 22º - 2015: 25° - 2016: 16° \| | | | |
| - 1990: No clasificada - 1991: No clasificada - 1992: No clasificada - 1993: No clasificada - 1994: No clasificada - 1995: No clasificada - 1996: No clasificada | - 1997: No clasificada - 1998: No clasificada - 1999: No clasificada - 2000: No clasificada - 2001: No clasificada - 2002: No clasificada - 2003: No clasificada | - 2004: No clasificada - 2005: No clasificada - 2006: No clasificada - 2007: No clasificada - 2008: No clasificada - 2009: No clasificada - 2010: No clasificada | - 2011: No clasificada - 2012: No clasificada - 2013: No clasificada - 2014: 22º - 2015: 25° - 2016: 16° |

| \| - 1948: No clasificada - 1950: No clasificada - 1951: No clasificada - 1955: No clasificada - 1958: 12º - 1963: 11º - 1967: No clasificada - 1971: No clasificada \| - 1975: No clasificada - 1977: No clasificada - 1979: No clasificada - 1981: No clasificada - 1983: No clasificada - 1985: No clasificada - 1987: No clasificada - 1989: No clasificada \| - 1991: No clasificada - 1993: No clasificada - 1995: No clasificada - 1997: No clasificada - 1999: No clasificada - 2001: No clasificada - 2003: No clasificada - / 2005: No clasificada \| - 2007: 15º - 2009: 13º - / 2011: 11º - / 2013: 14º - / 2015: \| | | |                                                               |
| - 1948: No clasificada - 1950: No clasificada - 1951: No clasificada - 1955: No clasificada - 1958: 12º - 1963: 11º - 1967: No clasificada - 1971: No clasificada | - 1975: No clasificada - 1977: No clasificada - 1979: No clasificada - 1981: No clasificada - 1983: No clasificada - 1985: No clasificada - 1987: No clasificada - 1989: No clasificada | - 1991: No clasificada - 1993: No clasificada - 1995: No clasificada - 1997: No clasificada - 1999: No clasificada - 2001: No clasificada - 2003: No clasificada - / 2005: No clasificada | - 2007: 15º - 2009: 13º - / 2011: 11º - / 2013: 14º - / 2015: |

| Copa Mundial          |
| --------------------- |
| - Sin participaciones |

### Otras competiciones
| Liga Europea |
| --- |
| - 2004: 5º - 2005: 4º - 2006: 4º - 2007: 5º - 2008: 3° - 2009: 5º - 2010: 3° - 2011: 11º - 2012: 2° - 2013: 4º - 2014: 8º - 2015: |